# Brad Whitford
Brad Whitford, född 23 februari 1952 i Reading, Massachusetts, är en amerikansk rockmusiker, andregitarrist i bandet Aerosmith. 
Whitford blev 1970 erbjuden att ersätta Aerosmiths andregitarrist Ray Tabano, och det blev början på Whitfords karriär med bandet. Bandet fick skivkontrakt och släppte sitt första självbetitlade album 1972. I slutet av 1970-talet var Aerosmith nere i en popularitetssvacka och både Whitford och Joe Perry lämnade gruppen 1979. Båda två kom dock tillbaka 1984.
Som andre gitarrist har inte Whitford erhållit lika mycket uppmärksamhet som sångaren Steven Tyler eller sologitarristen Joe Perry, men hans gitarrspel har kommit att bli en viktig ingrediens i bandets sound. Han har också i mindre skala hjälpt till med låtskapandet.